# Ilex mormonica
Ilex mormonica (лат.) — вымерший вид цветковых растений, входящий в род Падуб семейства Падубовые. Произрастали на территории современной Монтаны в олигоценовую эпоху палеогенового периода.

## Этимология
Родовое название основано на латинском названии дуба каменного (Quercus ilex). Видовой эпитет указывает на то, что голотип был найден в формации Мормон-Крик.

## История изучения
Голотип, которому был дан номер 36470, был обнаружен в формации Мормон-Крик в штата Монтана, США. Сейчас он располагается в палеонтологическом музее Мичиганского университета.
В 1960 году американский ботаник Герман Беккер, основываясь голотипе, представленным отпечатком листа, описал новый вид ископаемых падубов — Ilex acuminata.
В своём исследовании, опубликованном в 2019 году, русский ботаник-систематик Александр Борисович Доуэльд заметил, что название, использованное Беккером, уже использовалось ранее при описании другого вида падубов, и изменил его на Ilex mormonica.